# Доброславиці (Опольське воєводство)
Доброславиці (пол. Dobrosławice, нім. Ehrenhöhe) — село в Польщі, у гміні Павловички Кендзежинсько-Козельського повіту Опольського воєводства.
Населення — 209 осіб (2011).

## Демографія
Демографічна структура станом на 31 березня 2011 року:
|          | Загалом | Допрацездатний вік | Працездатний вік | Постпрацездатний вік |
| -------- | ------- | ------------------ | ---------------- | -------------------- |
| Чоловіки | 95      | 23                 | 64               | 8                    |
| Жінки    | 114     | 22                 | 66               | 26                   |
| Разом    | 209     | 45                 | 130              | 34                   |